# Cylicostephanus goldi
Cylicostephanus goldi är en rundmaskart som först beskrevs av George Albert Boulenger 1917.  Cylicostephanus goldi ingår i släktet Cylicostephanus och familjen Strongylidae. Inga underarter finns listade i Catalogue of Life.